# Hans Wetterström
Hans Wetterström   (Nyköping, 11 de desembre de 1923 - Nyköping, 17 de novembre de 1980) fou un piragüista en aigües tranquil·les suec que va competir durant les dècades de 1940 i 1950.
El 1948 va prendre part en els Jocs Olímpics d'Estiu de Londres on, formant parella amb Gunnar Åkerlund, va guanyar la medalla d'or en la prova del K-2, 10.000 metres del programa de piragüisme. Quatre anys més tard, als Jocs de Hèlsinki, guanyà la medalla de plata en la mateixa prova, fent parella, novament, amb Åkerlund. El 1956, a Melbourne, disputà els seus tercers, i darrers, Jocs Olímpics. En aquesta ocasió fou quart en K-2, 10.000 metres.
En el seu palmarès també destaquen quatre medalles, dues d'or i dues de plata, al Campionat del Món de piragüisme en aigües tranquil·les de 1948, 1950 i 1954.